# Sonate (Satellit)
Sonate (Eigenschreibweise SONATE, kurz für SOlutus NAno satelliTE 2) ist ein Technologieerprobungssatellit der Julius-Maximilians-Universität (JMU) in Würzburg. Er war im Juli 2020 über ein Jahr lang in Betrieb.

## Technik
Der Cubesat wurde an der JMU entworfen und gefertigt. Seine Ausrüstung beläuft sich lediglich auf eine Kamera, mit der er am 28. Februar 2020 das erste Bild der Erde schoss. Die Übertragung des Bilds erfolgte durch einen S-Band-Transponder. Empfangen wurden die Daten von der Bodenstation der Universität, einer 70-cm- und einer 2-Meter-Parabolantenne.

## Missionsverlauf
Sonate wurde am 5. Juli 2019 auf einer Sojus-2-Trägerrakete zusammen mit dem Wettersatelliten Meteor-M 2 und 30 weiteren Kleinsatelliten vom Kosmodrom Wostotschny in Russland in eine sonnensynchrone Umlaufbahn gebracht. Er arbeitete über ein Jahr lang und wurde von der Universität als Erfolg eingestuft, da alle Missionsziele erreicht worden seien.